# Paramage madurensis
Paramage madurensis är en ringmaskart som beskrevs av Maurice Caullery 1944. Paramage madurensis ingår i släktet Paramage och familjen Ampharetidae. Inga underarter finns listade i Catalogue of Life.